# Alexander Frei (Rennfahrer)

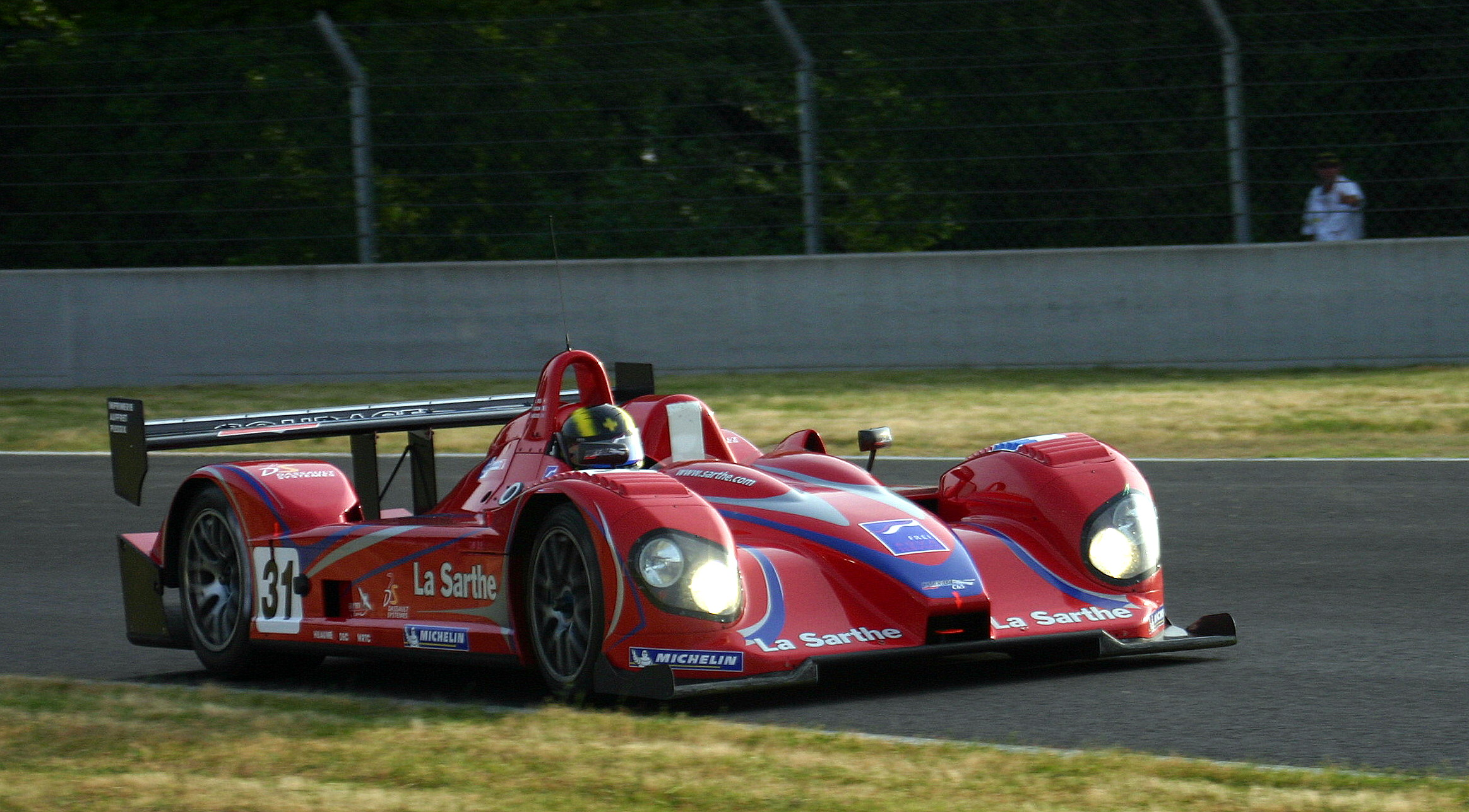
Alexander Frei im Courage C65 beim 24-Stunden-Rennen von Le Mans 2004

Alexander Frei (* 20. Juni 1954 in Solothurn) ist ein Schweizer Unternehmer und ehemaliger Autorennfahrer.

## Unternehmer
Alexander Frei machte erst eine Lehre als Mikromechaniker und danach eine Ausbildung zum Mikroingenieur. Der Besitzer eines Unternehmens für Wasseraufbereitung übernahm 2015 die von Fritz Egli gegründete Egli Motorradtechnik AG.
Alexander Frei wohnt in Engelberg, ist verheiratet und Vater zweier Kinder.

## Karriere im Motorsport
Frei war in den 2000er-Jahren als GT- und Sportwagenpilot aktiv. Erste Erfolge erzielte er auf einem Lamborghini Diablo. Mit diesem Rennwagenmodell wurde er 2001 und 2002 jeweils Gesamtsiebzehnter beim 24-Stunden-Rennen von Spa-Francorchamps. 2003 bestritt er eine Saison in der französischen GT-Meisterschaft und wurde Stammfahrer bei Courage Compétition. Ende des Jahres sicherte er sich den ersten Rang in der Endwertung der LMP2-Klasse der Le Mans Series.
Im selben Jahr gab er sein Debüt beim 24-Stunden-Rennen von Le Mans. Vier Mal war er beim 24-Stunden-Rennen in Westfrankreich am Start. Seine beste Platzierung im Schlussklassement war der achte Gesamtrang 2005; mit den Partnern  Christian Vann und Dominik Schwager im Courage C60 Hybrid.
Frei bestritt Rennen bis Ende 2009. Seine letzte Rennsaison hatte er für Reiter Engineering in der FIA-GT3-Europameisterschaft 2009.

## Statistik

### Le-Mans-Ergebnisse
| Jahr | Team                | Fahrzeug           | Teamkollege    | Teamkollege      | Platzierung | Ausfallgrund |
| ---- | ------------------- | ------------------ | -------------- | ---------------- | ----------- | ------------ |
| 2004 | Courage Compétition | Courage C65        | Sam Hancock    | Jean-Marc Gounon | Ausfall     | Feuer        |
| 2005 | Courage Compétition | Courage C60 Hybrid | Christian Vann | Dominik Schwager | Rang 8      |              |
| 2006 | Courage Compétition | Courage LC70       | Sam Hancock    | Gregor Fisken    | Ausfall     | Motorschaden |
| 2007 | Courage Compétition | Courage LC70       | Bruno Besson   | Jonathan Cochet  | Rang 26     |              |